# История Европейского сообщества (1958—1972)
1958—1972 годы ознаменовались всесторонним развитием Европейского сообщества. К Европейскому объединению угля и стали (ЕОУС) присоединились Европейское сообщество по атомной энергии (Евратом) и Европейское экономическое сообщество. Последнее из объединений в 1967 году стало самым значимым и взяло на себя управление двумя другими.
В 1958 году был создан Комитет постоянных представителей (КПП). 19 марта того же года Европейский парламент заменил Общую ассамблею ЕОУС и избрал своим президентом Робера Шумана. 13 мая члены совета впервые собрались в соответствии с политической, а не национальной принадлежностью.

## Де Голль и ЕАСТ
3 мая 1960 года в Стокгольме была учреждена Европейская ассоциация свободной торговли. На протяжении следующих двух лет Великобритания, Ирландия, Дания и Норвегия подали заявки на членство в Европейском сообществе, а Австрия, Швеция и Швейцария обратились с просьбой о заключении соглашений об экономической ассоциации. Эти заявки были приостановлены из-за того, что тогдашний президент Франции Шарль де Голль выступал против членства Великобритании.

## Договор о слиянии
24 сентября 1963 года было достигнуто соглашение об объединении органов Европейского объединения угля и стали (ЕОУС), Европейского сообщества по атомной энергии (Евратом) и Европейского экономического сообщества (ЕЭС) в единую организационную структуру. Договор был подписан странами внутренней шестёрки 8 апреля 1965 года и вступил в силу 1 июля 1967 года.

## Вступление Великобритании, Дании и Ирландии
Когда пост президента Франции занял Жорж Помпиду, позиция этой страны по вопросу вступления Великобритании в ЕС изменилась. В связи с этим была принята заявка на вступление, поданная ещё 11 мая 1967 года. Помимо заявки Великобритании, также были приняты заявки Дании, Норвегии и Ирландии. Переговоры о вступлении этих государств в ЕС начались 30 июня 1970 года. Переговоры заняли два года и 22 января 1972 года были подписаны договоры о присоединении. Великобритания не проводила референдум перед присоединением, результаты референдумов в трёх других странах были следующие:
- Ирландия — 83,1 % " за " (10 мая)
- Норвегия — 46,5 % " за " (25 сентября)
- Дания — 63,3 % " за " (2 октября)

Норвегия не смогла вступить в ЕС из-за результатов референдума. 1 января 1973 договоры о присоединении Великобритании, Дании и Ирландии к ЕС вступили в силу.